# Étréville
Étréville ist eine französische Gemeinde mit 669 Einwohnern (Stand: 1. Januar 2022) im Département Eure in der Region Normandie. Sie gehört zum Arrondissement Bernay und zum Kanton Bourg-Achard. Die Einwohner werden Étrévillais genannt.

## Geographie
Étréville liegt etwa 23 Kilometer westsüdwestlich von Rouen in der Landschaft Roumois. Umgeben wird Étréville von den Nachbargemeinden Bourneville-Sainte-Croix im Nordwesten und Norden, Vatteville-la-Rue im Norden, La Haye-Aubrée im Nordosten und Osten, Éturqueraye im Osten, Brestot im Südosten, Cauverville-en-Roumois im Süden sowie Valletot im Südwesten und Westen.

## Bevölkerungsentwicklung
| Jahr                       | 1962 | 1968 | 1975 | 1982 | 1990 | 1999 | 2006 | 2013 | 2020 |
| Einwohner                  | 503  | 472  | 427  | 437  | 461  | 508  | 512  | 651  | 667  |
| Quellen: Cassini und INSEE |      |      |      |      |      |      |      |      |      |

## Sehenswürdigkeiten

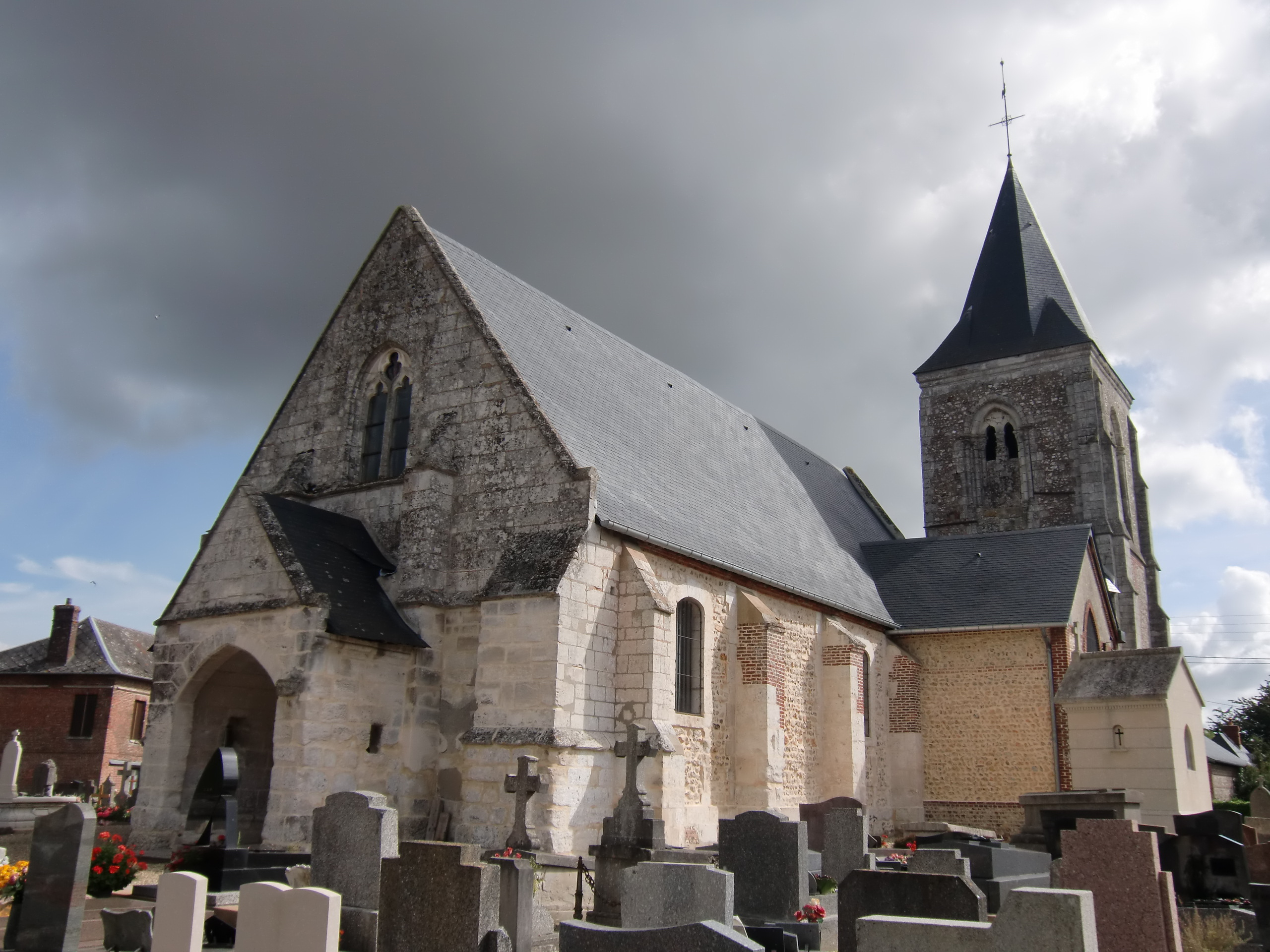
Kirche Saint-Samson

- Kirche Saint-Samson aus dem 13. Jahrhundert, Umbauten aus dem 16. Jahrhundert, seit 1961 Monument historique
- Schloss von Fouillets aus dem 18. Jahrhundert
- Herrenhaus Le Cour de Bourneville aus dem 18. Jahrhundert
- Herrenhaus La Bataille aus dem 17./18. Jahrhundert
- Herrenhaus von Guerrier aus dem 16. Jahrhundert